# Venetianske forsvarsværker mellem det 16. og 17. århundrede: Stato da Terra – Vestlige Stato da Mar
Venetianske forsvarsværker mellem det 16. og 17. århundrede: Stato da Terra – Vestlige Stato da Mar er et UNESCOs verdensarvssted bestående af seks bastionforter bygget af Republikken Venedig på dets fastlandsdomæner (Stato da Terra) og dets havområder (Stato da Màr).
Med stigningen i krigsførelse med skydevåben i renæssancen kom betydelige skift i militærstrategi og udvikling af forsvarsværker. En af disse ændringer var udviklingen af bastionfortet, eller alla moderna befæstninger, med en polygonformet fæstning med bolværk i hjørnerne. Disse udformninger stammer fra Republikken Venedig, men blev snart spredt over hele Europa og forblev standarden for forsvar indtil det 19. århundrede. I 2017 blev seks af disse befæstninger i Italien, Kroatien og Montenegro optaget på UNESCOs verdensarvsliste. Disse seks steder giver typiske eksempler på dette fortdesign, og demonstrerer  Venedigs indflydelse fra renæssancetiden og vidner om et stort fremskridt i krigsførelsens historie.

## Anlæggene
De steder, der udgør verdensarvsstedet, demonstrerer bredden af de arkitektoniske stilarter og fæstninger, som venetianerne anvender. Den befæstede by Kotor blev bygget i det 15. århundrede og er det ældste sted, og udgør  en overgangsperiode mellem traditionelt fæstningsdesign og alla moderna design. I det 16. århundrede blev fæstningsværket i Bergamo og St. Nikola-fortet bygget, som  har tilføjet et mere komplekst og centraliseret system af bastioner, mure og voldgrave. Forsvaret ved Zadar, Peschiera del Garda og Palmanova blev færdigbygget i det 17. århundrede.
| websted                              | Billede | Beliggenhed                                                      |
| ------------------------------------ | ------- | ---------------------------------------------------------------- |
| Den befæstede by Bergamo             |         | Lombardiet, Italien BergamoBergamo (Italien)                     |
| Den befæstede by Peschiera del Garda |         | Veneto, Italien Peschiera del GardaPeschiera del Garda (Italien) |
| Byfortet Palmanova                   |         | Friuli-Venezia Giulia Italien PalmanovaPalmanova (Italien)       |
| Zadars forsvarssystemer              |         | Zadar distrikt Kroatien ZadarZadar (Kroatien)                    |
| Sankt Nicholas Fort                  |         | Šibenik-Knin distrikt Kroatien St NicholasSt Nicholas (Kroatien) |
| Den befæstede by Kotor               |         | Kotor, Montenegro KotorKotor (Montenegro)                        |